# Vetlanda socken
Vetlanda socken i Småland ingick i Östra härad, en del bildade 1909 Vetlanda köping och hela området ingår sedan 1971 i Vetlanda kommun i Jönköpings län och motsvarar från 2016 Vetlanda distrikt.
Socknens areal är 110 kvadratkilometer land. År 1908 fanns här 6 604 invånare. Tätorten Ekenässjön med Ekenässjöns kyrka samt tätorten Vetlanda med sockenkyrkan Vetlanda kyrka ligger i socknen. 

## Administrativ historik
Vetlanda socken har medeltida ursprung.
Vid kommunreformen 1862 övergick socknens ansvar för de kyrkliga frågorna till Vetlanda församling och för de borgerliga frågorna till Vetlanda landskommun. Ur landskommunen bröts Vetlanda köping ut 1909 och landskommunen utökades sedan 1952 innan den 1971 uppgick i Vetlanda kommun.
1 januari 2016 inrättades distriktet Vetlanda, med samma omfattning som församlingen hade 1999/2000. 
Socknen har tillhört samma fögderier och domsagor som Östra härad. De indelta soldaterna tillhörde Kalmar regemente, Vedbo härads kompani, Smålands grenadjärkår, Östra härads kompani, och Smålands husarregemente, Hvetlanda skvadron Växjö kompani.

## Geografi
Vetlanda socken ligger kring övre Emån runt och inkluderande Vetlanda. Socknen består av starkt kuperad skogsmark och är höglänt med höjder som når upp till 315 meter över havet.

## Fornlämningar
Två hällkistor från stenåldern, ett 30-tal gravrösen från bronsåldern och åtta järnåldersgravfält, bland dem ett känt vid Byestad. Nio runristningar är kända härifrån.

## Namnet
Namnet (1233 Hveteland), taget från kyrkbyn, är troligen ett ägonamn, 'veteåkern'.

### Fotnoter
1. 1 2  Nordisk familjebok Hvetlsanda socken
2. ↑  Harlén, Hans; Harlén Eivy (2003). Sverige från A till Ö: geografisk-historisk uppslagsbok. Stockholm: Kommentus. Libris 9337075. ISBN 91-7345-139-8
3. ↑  Administrativ historik för Vetlanda socken (Klicka på församlingsposten). Källa: Nationella arkivdatabasen, Riksarkivet.
4. ↑  Indelta soldater, torp och rotar i Jönköpings län Arkiverad 24 januari 2012 hämtat från the Wayback Machine. Jönköpingsbygdens Genealogiska Förening
5. 1 2  Sjögren, Otto (1931). Sverige geografisk beskrivning del 2 Östergötlands, Jönköpings, Kronobergs, Kalmar och Gotlands län. Stockholm: Wahlström & Widstrand. Libris 9939
6. 1 2 3  Nationalencyklopedin
7. ↑  Fornlämningar, Statens historiska museum: Vetlanda socken
8. ↑  Fornminnesregistret, Riksantikvarieämbetet: Vetlanda socken Fornminnen i socknen erhålls på kartan genom att skriva in sockennamn (utan "socken") i "Ange geografiskt område"